# Bremeflue
Bremeflue är en bergstopp i Schweiz. Den ligger i distriktet Frutigen-Niedersimmental och kantonen Bern, i den centrala delen av landet, 30 km söder om huvudstaden Bern. Toppen på Bremeflue är 1 933 meter över havet.